# Paravulsor impudicus
Paravulsor impudicus är en spindelart som beskrevs av Cândido Firmino de Mello-Leitão 1922. 
Paravulsor impudicus ingår i släktet Paravulsor och familjen Ctenidae. Inga underarter finns listade i Catalogue of Life.